# Lada Niva

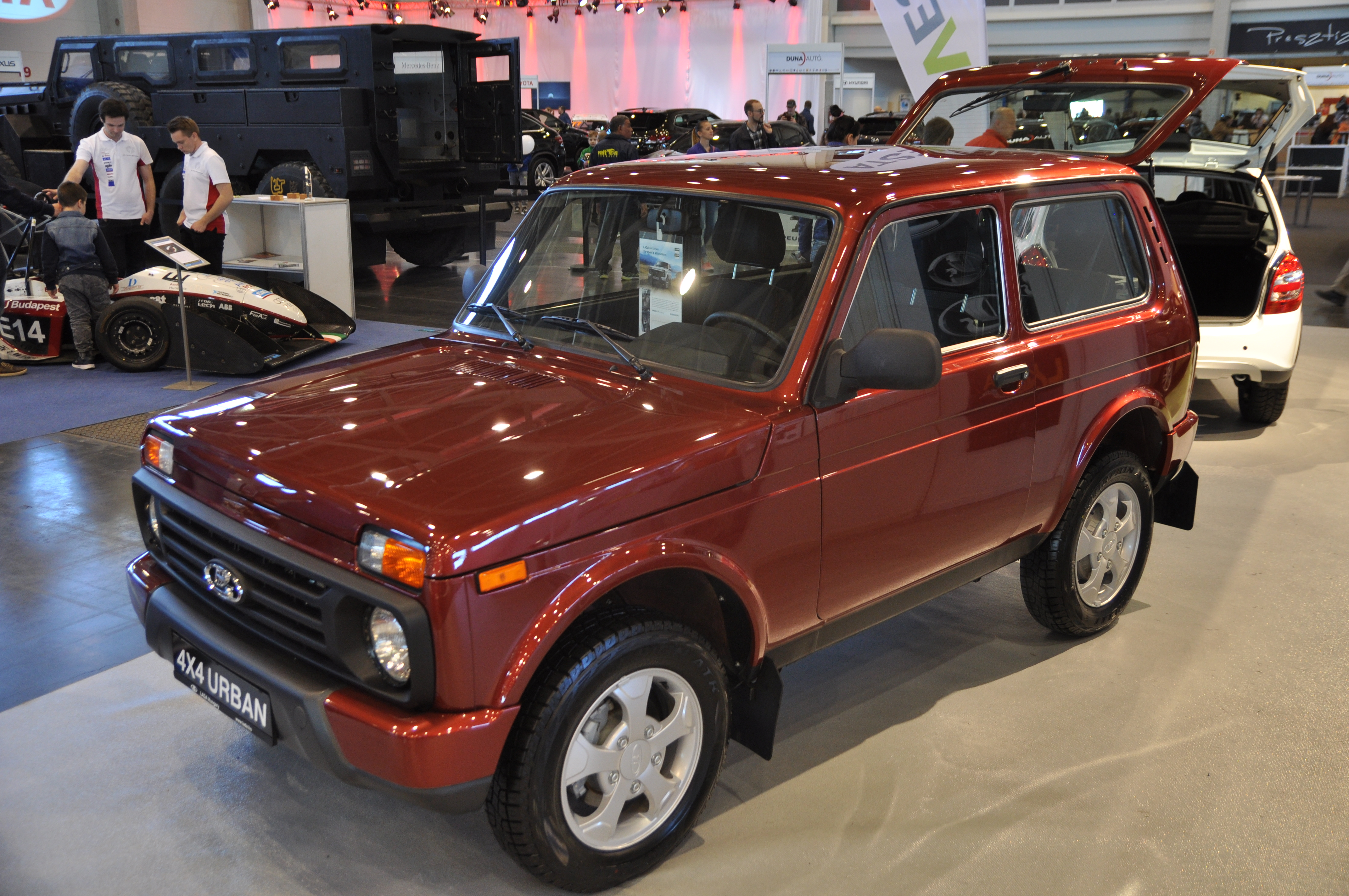
Lada Niva

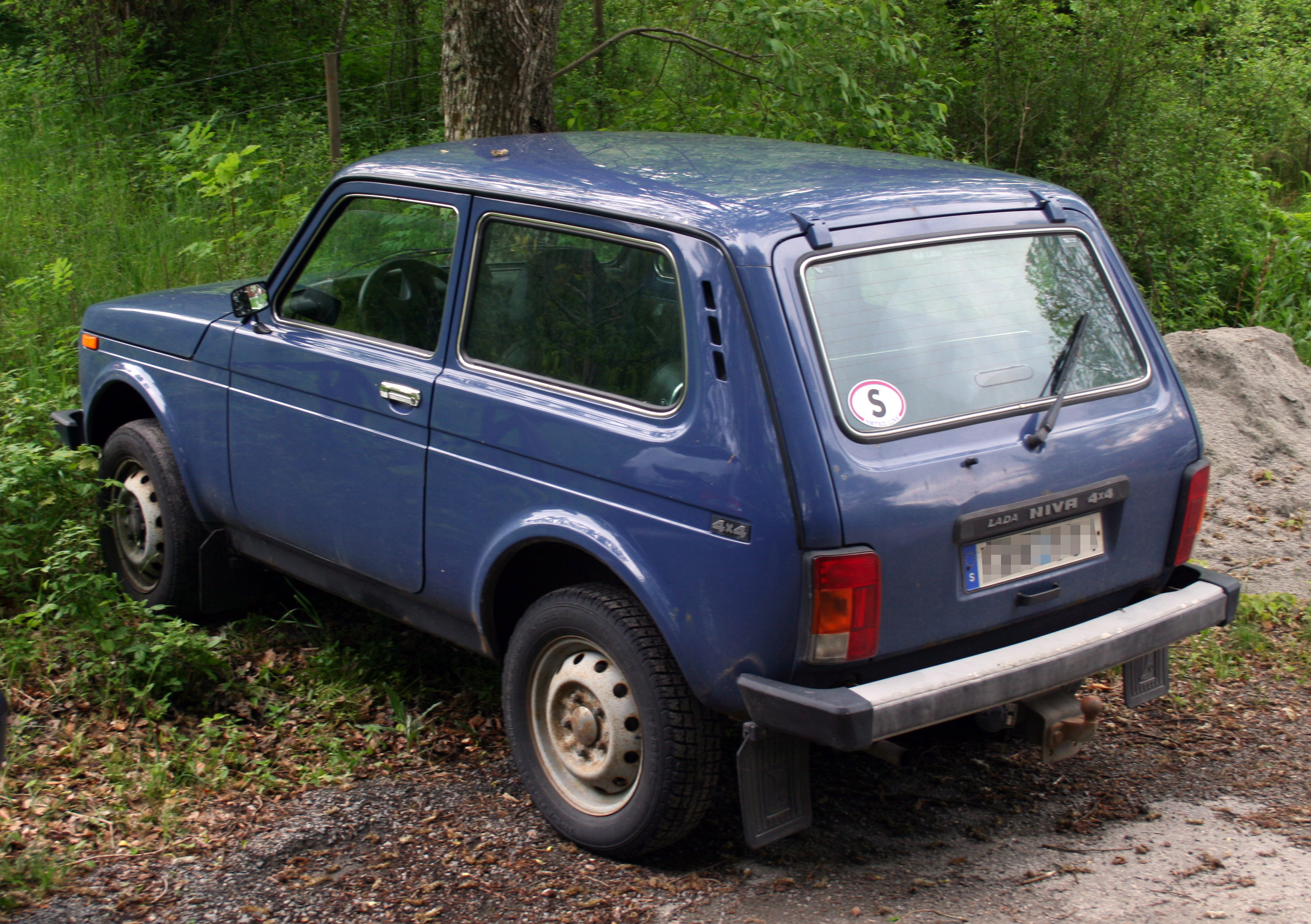
Bakifrån

VAZ Lada Niva 2121 (ВAЗ Лaдa Нивa 2121) är en fyrhjulsdriven terränggående kombikupé från Lada, producerad i Toljatti (Togliattigrad), Ryssland. 
Den är även grunden för halvkombin Lada 2131, (denna  variant är dock längre, med en hjulbas på 250 cm).

## Historia
Niva var den första personbilen från Lada som inte baserades på en Fiat; även om mycket av dess mekanik var hämtad från de Fiat-baserade modellerna designades bilen av Lada. Modellen introducerades 1977 och är ett populärt lågbudgetalternativ till SUV i vissa länder. Den tillverkas än i dag med vissa smärre förändringar och moderniseringar. Till exempel har nyare bilar bränsleinsprutning istället för förgasare. Som tillval finns även servostyrning.

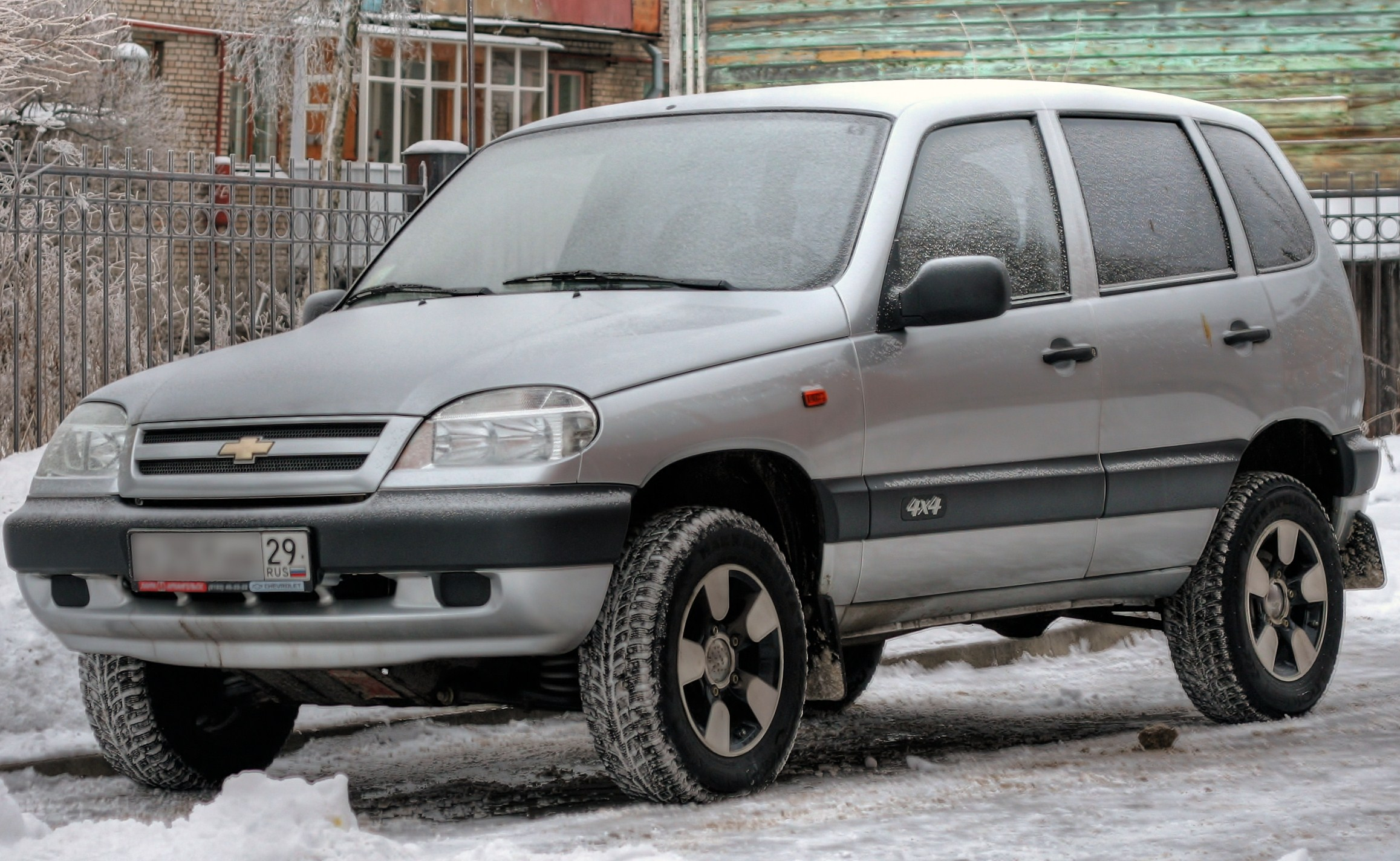
Chevrolet Niva

Ett samarbete mellan General Motors och AutoVAZ har resulterat i Chevrolet Niva, som bygger på Lada Niva men har en ny, modernare design.

## Tekniska data
Mått/vikt
- Längd 374 cm, Bredd 169 cm, Höjd 164 cm.
- Spårvidd fram/bak 143/140 cm, Axelavstånd 220 cm.
- Tjänstevikt 1280 kg
- Maxlast 310 kg
- Maximal släpvagnsvikt 1290 kg (B-körkort)
- Maximal släpvagnsvikt 1490 kg (BE-körkort)
- Markfrigång/Frigångshöjd 22 cm

Motor/kraftöverföring
- Motor längsmonterad
- 4 takt, 4 cylindrar och bränsleinsprutning
- Cylindervolym 1690 cm3
- Maximal effekt (vid 5200 v/m) 59KW/80HK
- Maximalt vridmoment 133Nm/13,07Kpm
- Bränsletyp bensin 92-95 oktan.
- Fem växlar framåt, en växel bakåt varav samtliga synkroniserade. Golvspak
- Tillsatsväxellåda, Hög- samt lågväxel. Differentialspärr.
- Konstant drivning på alla (fyra) hjulen.

Andra fakta
- Bränsletankvolym 42 liter
- Skivbromsar fram, Trumbromsar bak, Bromsservo, Lastkännande bromskraftsregulator på bakaxel.
- Däck av dimension 175/82 med 16" pressad stålfälg.

Prestanda/bränsleförbrukning
- 0-100 km/h cirka 22 sek
- Toppfart 137 km/h
- Stadskörning 1,06
- Landsvägskörning 0,86
- Blandad körning 1,05

## Färger
Lada Niva finns i färgerna mörkgrön, mörkröd, blågrön och vit.

## Pris
Finland: 14 990 EUR (2007)
Ryssland 249 000 RUB
Sverige: 109 000 SEK (2009)
Norge: 132 989 NOK